# Rezerwat Krajobrazowy Środkowa Prypeć
Republikański Rezerwat Krajobrazowy Środkowa Prypeć (biał. Рэспубліканскі ландшафтны заказнік "Сярэдняя Прыпяць"; ros. Республиканский ландшафтный заказник «Средняя Припять») – rezerwat krajobrazowy położony na Białorusi, chroniący mokradła o znaczeniu międzynarodowym. Znajduje się na liście konwencji ramsarskiej.
Zarządzany jest przez Państwową Instytucję Ochrony Przyrody „Rezerwaty krajobrazowe o znaczeniu republikańskim „Środkowa Prypeć” i „Prostyr”” (biał. Дзяржаўная прыродаахоўная ўстанова «Ландшафтныя заказнікі рэспубліканскага значэння «Сярэдняя Прыпяць» і «Прастыр»; ros. Государственное природоохранное учреждение «Ландшафтные заказники республиканского значения «Средняя Припять» и «Простырь») z siedzibą w Pińsku.

## Położenie
Rezerwat obejmuje ok. 120-kilometrowy odcinek środkowego biegu Prypeci od ujścia Jasiołdy na zachodzie do ujścia Stwihy na wschodzie oraz równię zalewową rzeki (rozciągłość południkowa rezerwatu waha się od 4 do 22 km). Na wschodnim krańcu sąsiaduje z Prypeckim Parkiem Narodowym. Administracyjnie rezerwat położony jest w rejonach pińskim, łuninieckim i stolińskim obwodu brzeskiego oraz w rejonie żytkowickim obwodu homelskiego.

## Historia
Republikański Rezerwat Krajobrazowy Środkowa Prypeć utworzono uchwałą Rady Ministrów Republiki Białorusi nr 1105 z dnia 19 lipca 1999 w celu zachowania największego, niespotykanego w Europie, łęgowego krajobrazu rzeki Prypeć i unikalnego kompleksu łęgowego.

## Biotopy i hydrologia
Rezerwat chroni największą w Europie rzeczną równinę zalewową, która zachowała się w pierwotnym stanie. W jego granicach znajdują się lasy łęgowe z dominującymi drzewostanami dębowo-olszowymi oraz łąki od bagiennych po grądowe, w tym szczególnie łąki łęgowe. Na obszarze ochrony występują także bagna i jeziora. Ważnymi biotopami są starorzecza i samo koryto Prypeci oraz wpadających do niej rzek.
Prypeć i jej dopływy należą do rzek nizinnych. W jej środkowym biegu charakterystyczne są wiosenne powodzie, podczas których woda zalewa równinę zalewową przez 3,5 do 4 miesięcy przy Prypeci i przez 40-45 dni przy mniejszych rzekach. Latem stan wód jest niski, jednak zdarzają się powodzie, niekiedy przybierające katastrofalne rozmiary, gdy woda zalewa osady ludzkie.
Na terenie Rezerwatu Krajobrazowego Środkowa Prypeć do Prypeci uchodzą m.in. (w kolejności według biegu rzeki): Jasiołda, Styr, Bobryk Pierwszy, Cna, Śmierć, Horyń, Łań, Słucz i Stwiha.

## Fauna i flora
Fauna i flora na terenie rezerwatu jest typowa dla Polesia.

### Fauna
W Rezerwacie Krajobrazowym Środkowa Prypeć odnotowano 190 gatunków ptaków (w tym 155 mających tu miejsca lęgowe), z których 52 jest wpisanych do Czerwonej Księgi Białorusi. Równina zalewowa środkowej Prypeci ma duże znaczenie dla wielu wędrownych gatunków ptaków wodno-błotnych (m.in. gęsi). W Rezerwacie Krajobrazowym Środkowa Prypeć występują: wodniczka, ślepowron zwyczajny, bocian czarny, rożeniec zwyczajny, orlik grubodzioby, podgorzałka zwyczajna, gadożer zwyczajny, bekas dubelt, derkacz, kraska zwyczajna, bąk zwyczajny, bączek zwyczajny, czapla biała, gęś mała, krakwa, orlik krzykliwy, bielik, pustułka zwyczajna, kobuz, zielonka, sieweczka obrożna, ostrygojad zwyczajny, batalion, rycyk, brodziec pławny, kulik wielki, terekia, mewa mała, mewa siwa, rybitwa białoczelna, rybitwa białowąsa, puchacz zwyczajny, uszatka błotna, sóweczka zwyczajna, pójdźka zwyczajna, zimorodek zwyczajny, dzięcioł zielony, dzięcioł białogrzbiety, muchołówka białoszyja oraz sikora lazurowa.
Rezerwat ma duże znaczenie dla rozrodu ssaków prowadzących lądowo-wodny tryb życia. Znajdują się tu największe na Białorusi ośrodki rozrodu takich gatunków jak bóbr europejski, wydra europejska, karczownik ziemnowodny oraz tchórz zwyczajny. Z innych gatunków występują m.in. orzesznica leszczynowa, borsuk europejski, łoś, dzik, i wiewiórka pospolita.
Bytuje tu 16 gatunków płazów i gadów, w tym gatunki rzadkie jak żółw błotny, ropucha paskówka i rzekotka drzewna. Z płazów występują także traszka grzebieniasta i kumak nizinny.
Licznie reprezentowana jest gromada owadów. W rezerwacie żyją m.in. tęcznik mniejszy, tęcznik ziarenkowaty, biegacz wręgaty, biegacz Menetriesego, biegacz fioletowy, pływak szerokobrzeżek, jelonek rogacz, niepylak mnemozyna, wstęgówka karmazynka, niedźwiedziówka krasa, modraszek nausitous, trzmiel żółty, mrówka amazonka i mrówka rudnica.
Koryto środkowej Prypeci i wpadających do niej rzek zamieszkuje 37 gatunków ryb, w tym m.in. brzana pospolita, certa, minóg ukraiński, sterlet, boleń pospolity, piskorz, ciosa i świnka pospolita.

### Flora
Na terenie rezerwatu stwierdzono występowanie m.in. następujących gatunków roślin: salwinia pływająca, grzybienie białe, miesiącznica trwała, podkolan zielonawy, kosaciec syberyjski, dzwonek szerokolistny, wroniec widlasty, mieczyk dachówkowaty, widłaczek torfowy, fiołek bagienny, leniec bezpodkwiatkowy, sasanka otwarta czy śliwa tarnina.

### Mikobiota
Z grzybów występują m.in.: czasznica olbrzymia i gąsówka brudnofioletowa.

## Działalność człowieka
Tereny zalewowe rezerwatu są wykorzystywane do sianokosów i wypasu zwierząt gospodarczych. Innymi działalnościami ludzkimi na nich prowadzonymi są pszczelarstwo, leśnictwo, łowiectwo i rybołówstwo. Na Prypeci odbywa się żegluga.

## Zagrożenia
Za główne zagrożenia dla przyrody Rezerwatu Krajobrazowego Środkowa Prypeć uznawane są naruszenie reżimu hydrologicznego, wypalanie traw, wycinka drzew, nadmierny wypas zwierząt gospodarczych, zanieczyszczenie wody oraz kłusownictwo.